# 浅野忠順
浅野 忠順（あさの ただより）は、江戸時代中期の安芸国広島藩の家老。三原浅野家第9代。

## 略歴
寛政2年（1790年）5月1日、広島藩主浅野重晟の七男として安芸広島城中で生まれる。寛政5年（1793年）12月5日、4歳で三原家先代忠愛の跡を継いだ。
文化元年（1804年）8月、実兄の藩主浅野斉賢に御目見し、元服して忠順と名乗る。
文化11年（1814年）8月、病により隠居して家督を養子の忠敬に譲り、三原に移住した。格別の由緒から藩より毎年銀十八貫目を賜った。文政2年（1819年）、修と改名する。文政6年（1823年）、三原城二の丸に別邸を建設して移り住む。
文政7年（1824年）4月24日、三原で死去、享年35。菩提寺の妙正寺に葬られた。
龍泉寺（広島県三原市小泉町）境内に「禅は禅の 色香見せけり 山桜」と詠んだ忠順の句碑が建てられている。